# Noccaea

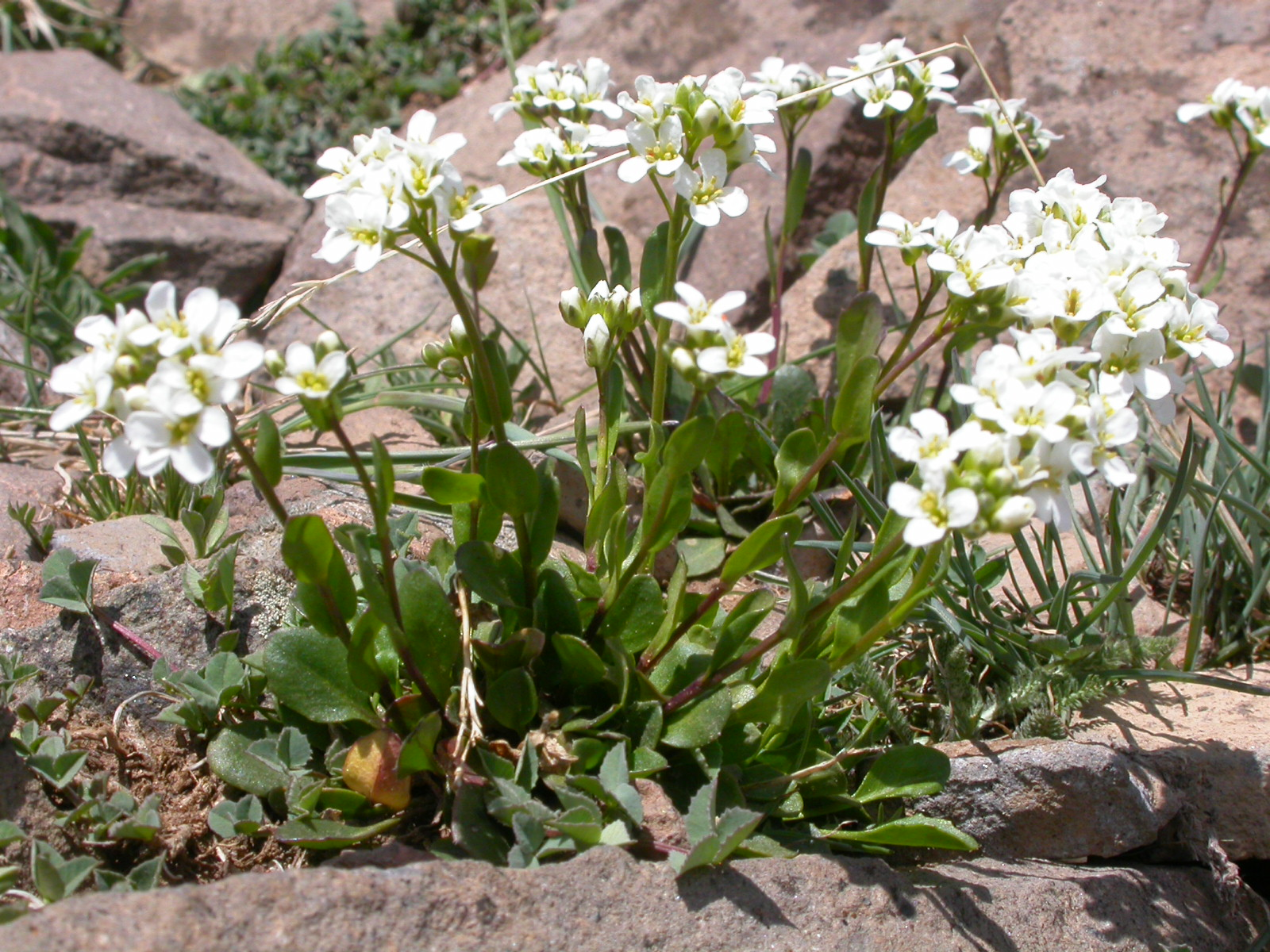
Tobołki górskie

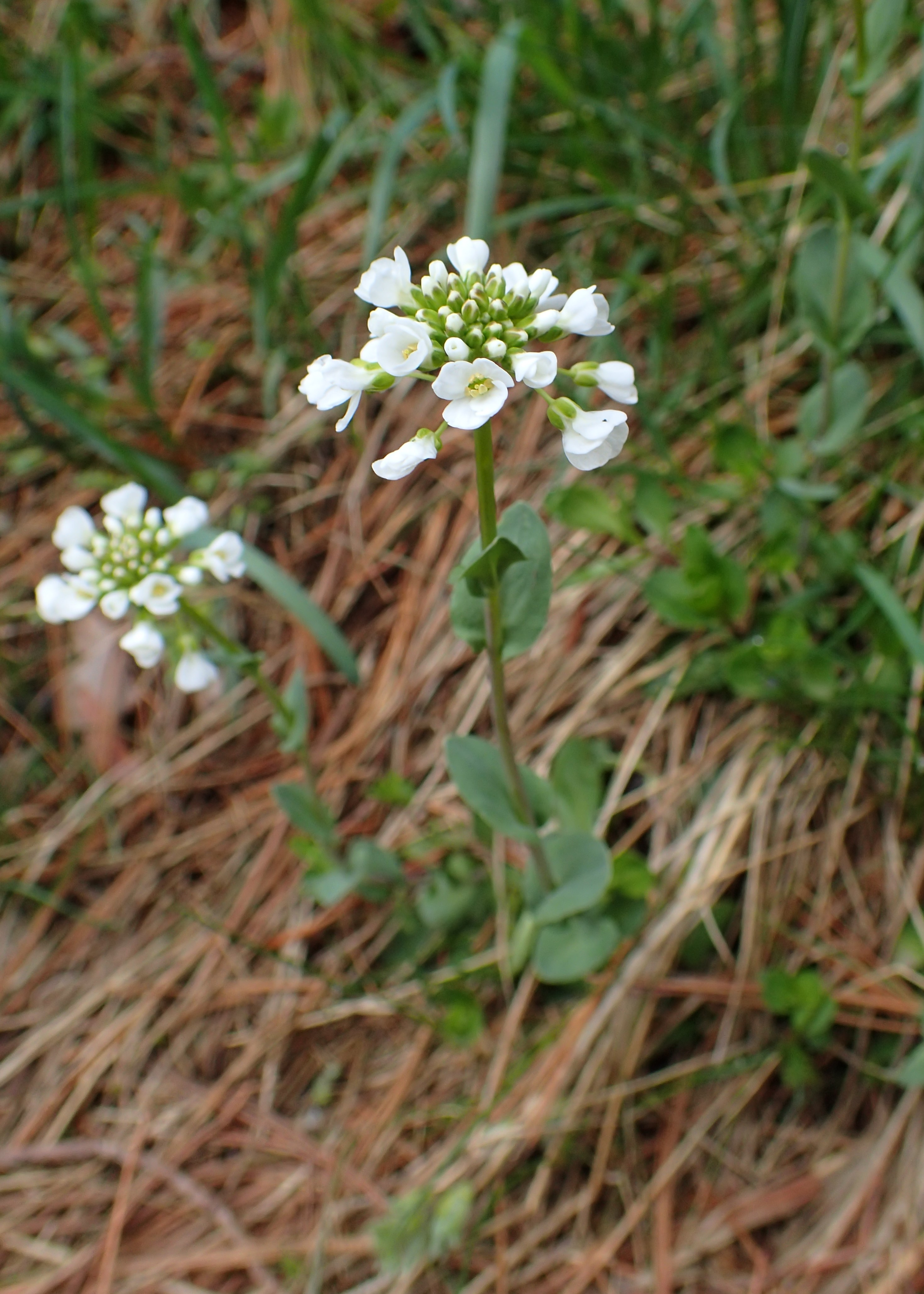
Noccaea praecox

Noccaea – rodzaj roślin z rodziny kapustowatych. Obejmuje 129 gatunków. Większość występuje w Europie, Azji i północnej Afryce. Trzy gatunki obecne są w Ameryce Północnej, a jeden w Ameryce Południowej (w Patagonii). Gatunki tu zaliczane w tradycyjnym, szerokim ujęciu rodzaju tobołki Thlaspi, włączane są do niego. W Polsce dwa gatunki rosną jako rodzime, przy czym ze względu na tradycyjne ujęcie systematyczne noszą nazwę zwyczajową „tobołki”.
Nazwa naukowa rodzaju upamiętnia Domenico Nocca (1758–1841), włoskiego duchownego, botanika i dyrektora ogrodu botanicznego w Pawii.

## Systematyka
Pozycja systematyczna
Rodzaj z plemienia Coluteocarpeae w obrębie rodziny kapustowatych (Brassicaceae). Po rewizji systematycznej rodzaju tobołki Thlaspi w latach 70. XX wieku rodzaj Noccaea został wyodrębniony jako jeden z 12. Późniejsze badania molekularne ograniczyły liczbę rodzajów wyróżnianych w obrębie Thlaspi sensu lato do czterech. Ich klasyfikacja (w tym Noccaea) pozostaje niestabilna.
Gatunki flory Polski
Pierwsza nazwa naukowa według listy krajowej, druga – obowiązująca według bazy taksonomicznej Plants of the World online (jeśli jest inna)
- tobołki alpejskie Thlaspi caerulescens J. Presl & C. Presl ≡ Noccaea caerulescens (J.Presl & C.Presl) F.K.Mey.
- tobołki górskie Thlaspi montanum L. ≡ Noccaea montana (L.) F.K.Mey. – gatunek uprawiany
- tobołki przerosłe, t. przerosłolistne Thlaspi perfoliatum L. ≡ Noccaea perfoliata (L.) Al-Shehbaz

Wykaz gatunków
- Noccaea abchasica (F.K.Mey.) Al-Shehbaz
- Noccaea aghrica (P.H.Davis & Kit Tan) Fırat & Özüdoğru
- Noccaea ali-atahanii Güzel, Özüdoğru & Kayıkçı
- Noccaea alpestris (Jacq.) Kerguélen
- Noccaea amani (Post) F.K.Mey.
- Noccaea andersonii (Hook.f. & Thomson) Al-Shehbaz
- Noccaea angustifolia F.K.Mey.
- Noccaea annua (K.Koch) F.K.Mey.
- Noccaea antitaurica (F.K.Mey.) Al-Shehbaz
- Noccaea apterocarpa (Rech.f. & Aellen) Al-Shehbaz & Menke
- Noccaea arctica (A.E.Porsild) Holub
- Noccaea atila-ocakii Özgişi
- Noccaea atlantica (Batt.) Al-Shehbaz
- Noccaea aucheri (Boiss.) Özüdoğru & Al-Shehbaz
- Noccaea banatica (R.Uechtr.) F.K.Mey.
- Noccaea bellidifolia (Griseb.) F.K.Mey.
- Noccaea birolmutlui Özgişi & Özüdoğru
- Noccaea boeotica F.K.Mey.
- Noccaea boissieri (Bornm.) D.A.German
- Noccaea borealis F.K.Mey.
- Noccaea bornmuelleri (Rech.f.) Al-Shehbaz
- Noccaea bourgaei (Boiss.) D.A.German
- Noccaea bovis (F.K.Mey.) Al-Shehbaz
- Noccaea brevistyla (DC.) Steud.
- Noccaea bulbosa (Spruner ex Boiss.) Al-Shehbaz
- Noccaea caerulescens (J.Presl & C.Presl) F.K.Mey. – tobołki alpejskie
- Noccaea caespitosa (Boiss.) Al-Shehbaz & Menke
- Noccaea camlikensis Aytaç, Nordt & Parolly
- Noccaea campylophylla (F.K.Mey.) Al-Shehbaz
- Noccaea cappadocica (Boiss. & Balansa) Al-Shehbaz
- Noccaea capricornuta (F.K.Mey.) Al-Shehbaz
- Noccaea cariensis (Carlström) Parolly, Nordt & Aytaç
- Noccaea cepaeifolia (Wulfen) Rchb.
- Noccaea cilicica (Schott & Kotschy ex Boiss.) Al-Shehbaz
- Noccaea cochleariformis (DC.) Á.Löve & D.Löve
- Noccaea cochlearioides (Hook.f. & Thomson) Al-Shehbaz
- Noccaea cornuticarpa (Naqshi) Al-Shehbaz
- Noccaea corymbosa (J.Gay) F.K.Mey.
- Noccaea cretica (Degen & Jáv.) F.K.Mey.
- Noccaea cypria (Bornm.) F.K.Mey.
- Noccaea dacica (Heuff.) F.K.Mey.
- Noccaea densiflora (Boiss. & Kotschy) F.K.Mey.
- Noccaea dolichocarpa (Zohary) Al-Shehbaz
- Noccaea eburneosa F.K.Mey.
- Noccaea edinensium F.K.Mey.
- Noccaea eigii (Zohary) Al-Shehbaz
- Noccaea elegans (Boiss.) Al-Shehbaz
- Noccaea epirota (Halácsy) F.K.Mey.
- Noccaea fendleri (A.Gray) Holub
- Noccaea ferganensis (N.Busch) Czerep.
- Noccaea flagellifera (O.E.Schulz) Al-Shehbaz
- Noccaea freynii (N.Busch) Czerep.
- Noccaea gardeziana F.K.Mey.
- Noccaea germanii Al-Shehbaz
- Noccaea goesingensis (Halácsy) F.K.Mey.
- Noccaea graeca (Jord.) F.K.Mey.
- Noccaea ×gremliana (Thell.) F.K.Mey.
- Noccaea griffithiana (Boiss.) F.K.Mey.
- Noccaea haussknechtii (Boiss.) F.K.Mey.
- Noccaea huber-morathii (F.K.Mey.) Al-Shehbaz
- Noccaea iberidea (Boiss.) Al-Shehbaz & Menke
- Noccaea iranica Al-Shehbaz
- Noccaea jankae (A.Kern.) F.K.Mey.
- Noccaea japonica (H.Boissieu) F.K.Mey.
- Noccaea jaubertii (Hedge) Al-Shehbaz
- Noccaea kovatsii (Heuff.) F.K.Mey.
- Noccaea kurdica (Hedge) Al-Shehbaz
- Noccaea leblebicii (Gemici & Görk) Raus
- Noccaea libanotica F.K.Mey.
- Noccaea lilacina (Boiss. & A.Huet) Al-Shehbaz
- Noccaea limosellifolia (Reut. ex Burnat) F.K.Mey.
- Noccaea lutescens (Velen.) F.K.Mey.
- Noccaea maassoumii (Mozaff.) Al-Shehbaz
- Noccaea macrantha (Lipsky) F.K.Mey.
- Noccaea magellanica (Pers.) Holub
- Noccaea mexicana (Standl.) Holub
- Noccaea meyeri Al-Shehbaz
- Noccaea microphylla (Boiss. & Orph.) F.K.Mey.
- Noccaea microstyla (Boiss.) F.K.Mey.
- Noccaea minima (Ard.) F.K.Mey.
- Noccaea montana (L.) F.K.Mey. – tobołki górskie
- Noccaea mummenhoffiana Özüdoğru & Al-Shehbaz
- Noccaea natolica (Boiss.) Al-Shehbaz
- Noccaea nepalensis Al-Shehbaz
- Noccaea nevadensis (Boiss. & Reut.) F.K.Mey.
- Noccaea ochroleuca (Boiss. & Heldr.) F.K.Mey.
- Noccaea oppositifolia (Pers.) Al-Shehbaz & Menke
- Noccaea orbiculata (Steven ex DC.) Al-Shehbaz
- Noccaea oxyceras (Boiss.) Al-Shehbaz
- Noccaea papillosa (Boiss.) F.K.Mey.
- Noccaea papyracea (Boiss.) Khosravi, Mumm. & Mohsenz.
- Noccaea parviflora (A.Nelson) Holub
- Noccaea perfoliata (L.) Al-Shehbaz – tobołki przerosłe
- Noccaea phrygia (Bornm.) F.K.Mey.
- Noccaea platycarpa (Fisch., C.A.Mey. & N.Busch) Al-Shehbaz
- Noccaea praecox (Wulfen) F.K.Mey.
- Noccaea pulvinata (F.K.Mey.) Al-Shehbaz
- Noccaea pumila (Steven) Steud.
- Noccaea rechingeri (F.K.Mey.) Al-Shehbaz
- Noccaea rhodopensis F.K.Mey.
- Noccaea rostrata (N.Busch) Al-Shehbaz
- Noccaea rosularis (Boiss. & Balansa) Al-Shehbaz
- Noccaea rotundifolia (L.) Moench – tobołki okrągłolistne
- Noccaea rubescens (Schott & Kotschy ex Tchich.) F.K.Mey.
- Noccaea sarmatica F.K.Mey.
- Noccaea sempervivum (Boiss. & Balansa) Özüdoğru & Al-Shehbaz
- Noccaea sintenisii (Hausskn. ex Bornm.) F.K.Mey.
- Noccaea stenocarpa (Boiss.) Al-Shehbaz
- Noccaea stenoptera (Boiss. & Reut.) F.K.Mey.
- Noccaea stilosa (Ten.) Rchb.
- Noccaea swatensis F.K.Mey.
- Noccaea sylvia (Gaudin) F.K.Mey.
- Noccaea szowitsiana (Boiss.) Al-Shehbaz
- Noccaea tatianae (Bordz.) F.K.Mey.
- Noccaea tenuis (Boiss. & Buhse) F.K.Mey.
- Noccaea thlaspidioides (Pall.) F.K.Mey.
- Noccaea triangularis (F.K.Mey.) Al-Shehbaz
- Noccaea trinervia (DC.) Steud.
- Noccaea tymphaea (Hausskn.) F.K.Mey.
- Noccaea umbellata (F.K.Mey.) Al-Shehbaz
- Noccaea valerianoides (Rech.f.) F.K.Mey.
- Noccaea venusta (Schischk.) D.A.German
- Noccaea versicolor (Stoj. & Kitan.) F.K.Mey.
- Noccaea vesicaria (L.) Al-Shehbaz
- Noccaea violascens (Schott & Kotschy) F.K.Mey.
- Noccaea viridisepala (Podp.) F.K.Mey.
- Noccaea wendelboi (Rech.f.) F.K.Mey.
- Noccaea yunnanensis (Franch.) Al-Shehbaz
- Noccaea zaffranii F.K.Mey.
- Noccaea zangezurica (Tzvelev) Al-Shehbaz